# Меморіальна премія імені Філіпа К. Діка
Меморіальна премія імені Філіпа К. Діка (англ. Philip K. Dick Memorial Award) — літературна премія за найкращий фантастичний роман, що виданий на території США у м'якій обкладинці протягом календарного року. Присуджується щорічно з 1983 року на Норвесконі (Norwescon), конвенті, що проводиться в штаті Вашингтон «Північно-західним товариством наукової фантастики». Премію спонсорує «Філадельфійське товариство наукової фантастики» і (з 2005 року) її підтримує трастовий фонд Філіпа Кіндреда Діка. Премію названо на честь відомого автора наукової фантастики і фентезі Філіпа Кіндреда Діка.
Премію заснував Томас Діш після смерті Філіпа Кіндреда Діка. Значну частину науково-фантастичних творів Філіпа Діка публікували за його життя окремими книгами в м'яких дешевих обкладинках, тому було вирішено зберегти традиції і в умовах присудження премії. Тож премію присуджують за твори, що вперше видані у США у м'якій обкладинці.

## Переможці та номінанти
| Переможці — виділені окремим кольором. |

### 1980-і роки
| Рік  | Фотографії лауреатів      | Переможці та фіналісти      | Назва роману українською                       | Назва роману мовою оригіналу |
| ---- | ------------------------- | --------------------------- | ---------------------------------------------- | ---------------------------- |
| 1982 |                           | Руді Ракер                  | Програмне забезпечення                         | Software                     |
| 1982 | Рей Нельсон               |                             | The Prometheus Man                             |                              |
| 1982 | Джон Максвелл Кутзее      | В очікуванні варварів       | Waiting for the Barbarians                     |                              |
| 1982 | Рафаель Алоїзіус Лафферті | Аурелія                     | Aurelia                                        |                              |
| 1982 | Джон Слейдек              | Родерік                     | Roderick                                       |                              |
| 1982 | Стів Раснік Тем           |                             | The Umbral Anthology of Science Fiction Poetry |                              |
| 1983 |                           | Тім Пауерс                  | Брама Анубіса                                  | The Anubis Gates             |
| 1983 | Роберта Мак-Евой          | Чаювання з чорним драконом  | Tea with the Black Dragon                      |                              |
| 1983 | Беррінгтон Бейлі          | Зброя Зеп                   | The Zen Gun                                    |                              |
| 1983 | Зоє Фейрбенкс             |                             | Benefits                                       |                              |
| 1983 | Джон Гаррісон             | Пловучі боги                | The Floating Gods                              |                              |
| 1983 | Джон Варлі                | Тисячоліття                 | Millennium                                     |                              |
| 1984 |                           | Вільям Гібсон               | Нейромант                                      | Neuromancer                  |
| 1984 | Кім Стенлі Робінсон       | Дикий берег                 | The Wild Shore                                 |                              |
| 1984 | Керолайн Черрі            | Мандрівник у ночі           | Voyager in Night                               |                              |
| 1984 | Geary Gravel              | Алхіміки                    | The Alchemists                                 |                              |
| 1984 | Девід Палмер              | Виникнення                  | Emergence                                      |                              |
| 1984 | Лусіус Шепард             | Зелені очі                  | Green Eyes                                     |                              |
| 1984 | Льюїс Шайннер             | Фронтера                    | Frontera                                       |                              |
| 1984 | Говард Волдроп            | Їхні кості                  | Them Bones                                     |                              |
| 1985 |                           | Тім Пауерс                  | Вечеря в палаці збочень                        | Dinner at Deviant's Palace   |
| 1985 | Річард Грант              | Сарабанд втраченого часу    | Saraband of Lost Time                          |                              |
| 1985 | Рассел Гріффін            | Служителі часу              | The Timeservers                                |                              |
| 1985 | Майкл П. К'юб-Макдавелл   |                             | Emprise                                        |                              |
| 1985 | Баррі Н. Молзберг         | Відтворення Зигмунда Фрейда | The Remaking of Sigmund Freud                  |                              |
| 1985 | Скотт Сандерс             | Тераріум                    | Terrarium                                      |                              |
| 1985 | Волтер Джон Вільямс       |                             | Knight Moves                                   |                              |
| 1986 |                           | Джеймс Блейлок              | Гомункул                                       | Homunculus                   |
| 1986 | Джек Макдевіт             | Текст Геркулеса             | The Hercules Text                              |                              |
| 1986 | Карен Джой Фаулер         | Штучні речі                 | Artificial Things                              |                              |
| 1986 | Роберт Чарльз Вілсон      | Приховане місце             | A Hidden Place                                 |                              |
| 1987 |                           | Патриція Гірі               | Дивні іграшки                                  | Strange Toys                 |
| 1987 | Мік Маккой                | Спогади                     | Memories                                       |                              |
| 1987 | Річард Бюкер              |                             | Dover Beach                                    |                              |
| 1987 | Пет Кедіген               | Розумні гравці              | Mindplayers                                    |                              |
| 1987 | Кевін В. Джетер           | Темний шукач                | Dark Seeker                                    |                              |
| 1987 | Rebecca Ore               | Стати чужим                 | Becoming Alien                                 |                              |
| 1987 | Лусіус Шепард             | Життя під час війни         | Life During Wartime                            |                              |
| 1988 |                           | Пол Макоулі                 | Чотири сотні мільярдів зірок                   | Four Hundred Billion Stars   |
| 1988 | Руді Ракер                | Вогонь                      | Wetware                                        |                              |
| 1988 | Роджер Макбрайд Аллен     |                             | Orphan of Creation                             |                              |
| 1988 | Марк Лейдлов              |                             | Neon Lotus                                     |                              |
| 1988 | Девід Александер Сміт     | Рандеву                     | Rendezvous                                     |                              |
| 1989 |                           | Річард Пол Руссо            | Підземна галерея                               | Subterranean Gallery         |
| 1989 | Дейв Волвертон            | На шляху до раю             | On My Way to Paradise                          |                              |
| 1989 | Баррі Брукс Лонґ'єр       |                             | Infinity Hold                                  |                              |
| 1989 | Джеймс Луцено             | Страшна симетрія            | A Fearful Symmetry                             |                              |
| 1989 | Ребекка Ор                | Бути чужим                  | Being Alien                                    |                              |
| 1989 | Сьюзен Шварц              | Спадщина польоту            | Heritage of Flight                             |                              |

### 1990-і роки
| Рік  | Фотографії лауреатів      | Переможці та фіналісти            | Назва роману українською        | Назва роману мовою оригіналу  |
| ---- | ------------------------- | --------------------------------- | ------------------------------- | ----------------------------- |
| 1990 |                           | Пет Мерфі                         | Пункти відпралення              | Points of Departure           |
| 1990 | Реймонд Гарріс            | Шизогенна людина                  | The Schizogenic Man             |                               |
| 1990 | Грегорі Філі              | Кисневі барони                    | The Oxygen Barons               |                               |
| 1990 | Елізабет Генд             | Довгозим                          | Winterlong                      |                               |
| 1990 | Аллен Стіл                |                                   | Clarke County, Space            |                               |
| 1991 |                           | Єн Макдональд                     | Король ранку, королева дня      | King of Morning, Queen of Day |
| 1991 | Емма Булл                 | Кістковий танець                  | Bone Dance                      |                               |
| 1991 | Даглас Белл               |                                   | Mojo and the Pickle Jar         |                               |
| 1991 | Кате Коджа                | Шифр                              | The Cipher                      |                               |
| 1991 | Роберт Чарльз Вілсон      | Міст років                        | Bridge of Years                 |                               |
| 1992 |                           | Річард Грант                      | Через серце                     | Through the Heart             |
| 1992 | Елізабет Вонарбург        | На землі матері                   | In the Mothers' Land            |                               |
| 1992 | Колін Ґрінленд            |                                   | Take Back Plenty                |                               |
| 1992 | Елізабет Генд             |                                   | Aestival Tide                   |                               |
| 1992 | Рафаель Алоїзіус Лафферті | Залізні сльози                    | Iron Tears                      |                               |
| 1993 |                           | Джон Міло Форд                    |                                 | Growing Up Weightless         |
| 1993 | Джек Вомак                | Елвіссі                           | Elvissey                        |                               |
| 1993 | Вільгельміна Берд         | Прискорений курс                  | Crash Course                    |                               |
| 1993 | Девід Р. Банч             | Банч!                             | Bunch!                          |                               |
| 1993 | Елізабет Генд             | Ікар спускається                  | Icarus Descending               |                               |
| 1994 |                           | Роберт Чарльз Вілсон              | Таємниця                        | Mysterium                     |
| 1994 | Джек Кейді                | Анайджехі                         | Inagehi                         |                               |
| 1994 | Александер Бешер          | Рім: Роман віртуальної реальності | Rim: A Novel of Virtual Reality |                               |
| 1994 | Єн Макдональд             |                                   | Scissors Cut Paper Wrap Stone   |                               |
| 1994 | Ліза Мейсон               | Літо кохання                      | Summer of Love                  |                               |
| 1994 | Ленс Олсен                |                                   | Tonguing the Zeitgeist          |                               |
| 1995 |                           | Брюс Бетке                        |                                 | Headcrash                     |
| 1995 | Річард Пол Руссо          | Межа Карлуччі                     | Carlucci's Edge                 |                               |
| 1995 | Роберт Босвелл            | Віртуальна смерть                 | Virtual Death                   |                               |
| 1995 | Грег Іген                 | Переміщення міста                 | Permutation City                |                               |
| 1995 | Емі Томсон                | Барви відстані                    | The Color of Distance           |                               |
| 1995 | Елізабет Вонарбур         | Небажані мандрівки                | Reluctant Voyagers              |                               |
| 1996 |                           | Стівен Бекстер                    | Кораблі часу                    | The Time Ships                |
| 1996 | Майкл Бішоп               |                                   | At the City Limits of Fate      |                               |
| 1996 | Вільям Бартон             | Переселення душ                   | The Transmigration of Souls     |                               |
| 1996 | Джордж Фой                |                                   | The Shift                       |                               |
| 1996 | Сара Зеттел               | Відновлення                       | Reclamation                     |                               |
| 1997 |                           | Степан Чепмен                     | Троїка                          | The Troika                    |
| 1997 | Вільям Бартон             | Дії совісті                       | Acts of Conscience              |                               |
| 1997 | Сьюзен Метьюз             | Обмін заручниками                 | An Exchange of Hostages         |                               |
| 1997 | Річард Пол Руссо          | Серце Карлуччі                    | Carlucci's Heart                |                               |
| 1997 | Деніз Вітола              |                                   | Opalite Moon                    |                               |
| 1997 | Кетрін Велс               | Мати Грімм                        | Mother Grimm                    |                               |
| 1998 |                           | Джефф Раймен                      |                                 | 253: The Print Remix          |
| 1998 | Пол Ді Філіппо            | Втрачені сторінки                 | Lost Pages                      |                               |
| 1998 | Нало Гопкінсон            | Коричнева дівчина на рингу        | Brown Girl in the Ring          |                               |
| 1998 | Стів Айлетт               | Наука убивства                    | Slaughtermatic                  |                               |
| 1998 | Пол Макоулі               | Невидима країна                   | The Invisible Country           |                               |
| 1999 |                           | Стівен Бекстер                    | Вакуумні діаграми               | Vacuum Diagrams               |
| 1999 | Джаміль Насір             | Вежа снів                         | Tower of Dreams                 |                               |
| 1999 | Крістін Сміт              | Норми поведінки                   | Code of Conduct                 |                               |
| 1999 | Констанс Аш               | Не від жінки народжений           | Not of Woman Born               |                               |
| 1999 | Тоні Анзетті              | Діти Тифона                       | Typhon's Children               |                               |
| 1999 | Вільям Бартон             | Коли ми були справжніми           | When We Were Real               |                               |

### 2000-і роки
| Рік  | Фотографії лауреатів                 | Переможці та фіналісти                               | Назва роману українською                        | Назва роману мовою оригіналу |
| ---- | ------------------------------------ | ---------------------------------------------------- | ----------------------------------------------- | ---------------------------- |
| 2000 |                                      | Майкл Маршалл Сміт                                   | Тільки вперед                                   | Only Forward                 |
| 2000 | Скотт Вестерфельд                    | Еволюція Дарлінга                                    | Evolution's Darling                             |                              |
| 2000 | Стівен Барнс                         | Дзвінок з далекого берега                            | Call from a Distant Shore                       |                              |
| 2000 | Нало Гопкінсон                       | Опівнічний грабіжник                                 | Midnight Robber                                 |                              |
| 2000 | Емілі Девенпорт (псевд. Меггі Томас) | Розбитий час                                         | Broken Time                                     |                              |
| 2000 | Джанін Еллен Юнг                     | Міст                                                 | The Bridge                                      |                              |
| 2001 |                                      | Річард Пол Руссо                                     | Корабель дурнів                                 | Ship of Fools                |
| 2001 | Кен Вортон                           | Божественне втручання                                | Divine Intervention                             |                              |
| 2001 | Джулі Чернеда                        | В компанії інших                                     | In the Company of Others                        |                              |
| 2001 | Марк Тідеманн                        |                                                      | Compass Reach                                   |                              |
| 2001 | Рей Вукчевич                         | Познайомтеся зі мною у Місячній кімнаті              | Meet Me in the Moon Room                        |                              |
| 2001 | Ліз Вільямс                          | Сестра привидів                                      | The Ghost Sister                                |                              |
| 2002 |                                      | Керол Емшвіллер                                      | Скакун                                          | The Mount                    |
| 2002 | Чайна М'євіль                        | Шрам                                                 | The Scar                                        |                              |
| 2002 | Керол Емшвіллер                      |                                                      | Report to the Men's Club                        |                              |
| 2002 | Кей Кеньйон                          | Максимум льоду                                       | Maximum Ice                                     |                              |
| 2002 | Керін Ловачі                         | Дитина війни                                         | Warchild                                        |                              |
| 2002 | Ліз Вільямс                          | Імперія кісток                                       | Empire of Bones                                 |                              |
| 2002 | Джефф Вандермеєр                     |                                                      | Leviathan Three                                 |                              |
| 2003 |                                      | Річард Морган                                        | Видозмінений вуглець                            | Altered Carbon               |
| 2003 | Джейн Дженсен                        | Рівняння Данте                                       | Dante's Equation                                |                              |
| 2003 | M. M. Buckner                        | Гіпердумність                                        | Hyperthought                                    |                              |
| 2003 | Марк Бадз                            |                                                      | Clade                                           |                              |
| 2003 | Кріс Моріарті                        | Штат, що обертається                                 | Spin State                                      |                              |
| 2003 | Ann Tonsor Zeddies                   | Сталевий гелікс                                      | Steel Helix                                     |                              |
| 2004 |                                      | Гвінет Джоунс                                        | Життя                                           | Life                         |
| 2004 | Ліда Моргауз                         | Апокаліпсичний масив                                 | Apocalypse Array                                |                              |
| 2004 | Джефф Раймен                         | Повітря                                              | Air                                             |                              |
| 2004 | Ліз Вільямс                          | Знамено душ                                          | Banner of Souls                                 |                              |
| 2004 | Карен Тревісс                        | Місто перлин                                         | City of Pearl                                   |                              |
| 2004 | Міністер Фауст                       |                                                      | The Coyote Kings of the Space-Age Bachelor Pad  |                              |
| 2004 | Айлін Ганн                           | Стабільні стратегії та інше                          | Stable Strategies and Others                    |                              |
| 2005 |                                      | M. M. Buckner                                        |                                                 | War Surf                     |
| 2005 | Джустіна Робсон                      | Природнича історія                                   | Natural History                                 |                              |
| 2005 | Ніл Ашер                             |                                                      | Cowl                                            |                              |
| 2005 | Карін Ловачі                         |                                                      | Cagebird                                        |                              |
| 2005 | Джустіна Робсон                      | Срібний екран                                        | Silver Screen                                   |                              |
| 2005 | Віл Маккарті                         | Розчавити Місяць                                     | To Crush the Moon                               |                              |
| 2006 |                                      | Кріс Моріарті                                        |                                                 | Spin Control                 |
| 2006 | Елізабет Бір                         | Карнавал                                             | Carnival                                        |                              |
| 2006 | Андреа Гейрстон                      | Пейзаж розуму                                        | Mindscape                                       |                              |
| 2006 | Ніна Кірікі Гоффмен                  | Каталізатор: Роман чужорідних контактів              | Catalyst: A Novel of Alien Contact              |                              |
| 2006 | Тоні Баллантайн                      | Рекурсія                                             | Recursion                                       |                              |
| 2006 | Марк Бадз                            | Ідол                                                 | Idolon                                          |                              |
| 2006 | Джастіна Робсон                      |                                                      | Living Next Door to the God of Love             |                              |
| 2007 |                                      | Майкл Джон Гаррісон                                  |                                                 | Nova Swing                   |
| 2007 | Міністер Фауст                       | Із записника доктора Брейна                          | From the Notebooks of Dr. Brain                 |                              |
| 2007 | Джон Армстронг                       | Сірий: П'ятдесят відтінків сірого, як казав Кристіан | Grey: Fifty Shades of Grey as Told by Christian |                              |
| 2007 | Елізабет Бір                         | Поступово                                            | Undertow                                        |                              |
| 2007 | Адам Робертс                         |                                                      | Gradisil                                        |                              |
| 2007 | Карен Тревісс                        | Спільник                                             | Ally                                            |                              |
| 2007 | Шон Вільямс                          | Повернення Сатурна                                   | Saturn Returns                                  |                              |
| 2008 |                                      | Адам-Трой Кастро                                     | Емісари з мертвих                               | Emissaries from The Dead     |
| 2008 | Девід Волтон                         | Термінал розуму                                      | Terminal Mind                                   |                              |
| 2008 | Лю Андерс                            | Швидкий перехід 2                                    | Fast Forward 2                                  |                              |
| 2008 | Карен Тревісс                        | Суддя                                                | Judge                                           |                              |
| 2008 | Джефф Карлсон                        | Чумна війна                                          | Plague War                                      |                              |
| 2008 | К. А. Бедфорд                        |                                                      | Time Machines Repaired While-U-Wait             |                              |
| 2009 |                                      | С. Л. Андерсон                                       | Гіркі ангели                                    | Bitter Angels                |
| 2009 | Єн Макдональд                        | Дні Кіберабаду                                       | Cyberabad Days                                  |                              |
| 2009 | Карлос Кортез                        | Ув'язнений                                           | The Prisoner                                    |                              |
| 2009 | Ерік Гарсія                          | Пожертвування Мамбо                                  | The Repossession Mambo                          |                              |
| 2009 | Деріл Грегорі                        | Абетка диявола                                       | The Devil's Alphabet                            |                              |
| 2009 | Ребекка Ор                           | Століттями і дуже швидко                             | Centuries Ago and Very Fast                     |                              |
| 2009 | S. Andrew Swann                      | Пророки                                              | Prophets                                        |                              |

### 2010-і роки
| Рік  | Фотографії лауреатів   | Переможці та фіналісти                            | Назва роману українською                                   | Назва роману мовою оригіналу             |
| ---- | ---------------------- | ------------------------------------------------- | ---------------------------------------------------------- | ---------------------------------------- |
| 2010 |                        | Марк Годдер                                       |                                                            | The Strange Affair of Spring-Heeled Jack |
| 2010 | Project Itoh           | Гармонія                                          | Harmony                                                    |                                          |
| 2010 | Джон Армстронг         | Пряжа                                             | Yarn                                                       |                                          |
| 2010 | Елізабет Бір           | Холод                                             | Chill                                                      |                                          |
| 2010 | Алден Белл             |                                                   | The Reapers are the Angels                                 |                                          |
| 2010 | Сара Крісі             | Пісня про Скарабея                                | Song of Scarabaeus                                         |                                          |
| 2010 | Джеймс Кнапп           | Стан розпаду                                      | State of Decay                                             |                                          |
| 2011 |                        | Симон Морден                                      | Трилогія Самуїла Петровича                                 | The Samuil Petrovitch Trilogy            |
| 2011 | Роберт Джексон Беннетт |                                                   | The Company Man                                            |                                          |
| 2011 | Джин Джонсон           | Солдатський обов'язок                             | A Soldier's Duty                                           |                                          |
| 2011 | Морін Ф. Макг'ю        | Після Апокаліпсису                                | After the Apocalypse                                       |                                          |
| 2011 | Міра Грант             | Кінцевий термін                                   | Deadline                                                   |                                          |
| 2011 | Метт Х'юз              | Інші                                              | The Other                                                  |                                          |
| 2011 | Дрю Мегері             | Постмортал                                        | The Postmortal                                             |                                          |
| 2012 |                        | Браян Френсіс Слеттері                            | Втративши все                                              | Lost Everything                          |
| 2012 | Андрі Снер Магнасон    |                                                   | LoveStar                                                   |                                          |
| 2012 | Раян Будіно            | Креслення життя після смерті                      | Blueprints of the Afterlife                                |                                          |
| 2012 | Кейт Брук              | Гармонія                                          | Harmony                                                    |                                          |
| 2012 | Ерік Браун             | Війни Гелікс                                      | Helix Wars                                                 |                                          |
| 2012 | Мойра Крон             | Це ще не так                                      | the not yet                                                |                                          |
| 2012 | Ненсі Кресс            | Фонтан століття: Історії                          | Fountain of Age: Stories                                   |                                          |
| 2013 |                        | Бен Вінтерс                                       |                                                            | Countdown City                           |
| 2013 | Toh EnJoe              | Самореференційний двигун                          | Self-Reference Engine                                      |                                          |
| 2013 | Анна Чарнок            | Розрахункове життя                                | A Calculated Life                                          |                                          |
| 2013 | Кассандра Роуз Кларк   | Дочка безумного вченого                           | The Mad Scientist's Daughter                               |                                          |
| 2013 | Енн Лекі               | Слуги правосуддя                                  | Ancillary Justice                                          |                                          |
| 2013 | Jack Skillingstead     | Життя на збереженні                               | Life on the Preservation                                   |                                          |
| 2013 | Єн Вейтс               |                                                   | Solaris Rising 2: The New Solaris Books of Science Fiction |                                          |
| 2014 |                        | Мег Елісон                                        | Книга безіменної акушерки                                  | The Book of the Unnamed Midwife          |
| 2014 | Дженіфер Марі Бріссетт | Елізій                                            | Elysium                                                    |                                          |
| 2014 | Род Данкан             | Дочка карамельки                                  | The Bullet-Catcher's Daughter                              |                                          |
| 2014 | Еммі Ітяранта          | Пам'ять води                                      | Memory of Water                                            |                                          |
| 2014 | Шері Пріст             |                                                   | Maplecroft: The Borden Dispatches                          |                                          |
| 2014 | Джонатан Стреген       | Охоплення для нескінченності                      | Reach for Infinity                                         |                                          |
| 2015 |                        | Рамез Наам                                        |                                                            | Apex                                     |
| 2015 | Бренда Купер           | Край темряви                                      | Edge of Dark                                               |                                          |
| 2015 | Дуглас Лейн            |                                                   | TAfter the Saucers Landed                                  |                                          |
| 2015 | PJ Manney              | (Р)еволюція                                       | (R)evolution                                               |                                          |
| 2015 | Адам Ракунас           | Незахищений від вітру                             | Windswept                                                  |                                          |
| 2015 | Марджеріт Рід          | Архангел                                          | Archangel                                                  |                                          |
| 2016 |                        | Клавдія Каспер                                    | Журнали милосердя                                          | The Mercy Journals                       |
| 2016 | Сьюзен Діренде         | Неприпустимо                                      | Unpronounceable                                            |                                          |
| 2016 | Крісті Акеведо         |                                                   | Consider                                                   |                                          |
| 2016 | Елінор Арнасон         | Історії Гвархата: Трансгресивні казки інопланетян | Hwarhath Stories: Transgressive Tales by Aliens            |                                          |
| 2016 | Метт Гілл              | Трансплантат                                      | Graft                                                      |                                          |
| 2016 | Йосс                   | Супер Екстра Великий                              | Super Extra Grande                                         |                                          |